# Associated Independent Recording
Associated Independent Recording (AIR) är ett oberoende inspelningsföretag grundat i London 1965 av Beatles manager George Martin och hans kollega John Burgess efter deras avgång från EMI. Företaget har inspelningsstudior i London och på ön Montserrat i östra Karibiska havet. Studion på den karibiska ön blev förstörd och utsatt för både vulkanutbrott och orkanen Hugo.